# Соломко Марія Олексіївна
Марі́я Олексі́ївна Соло́мко (1900 , Руда, Кам'янець-Подільський повіт, Подільська губернія, Російська імперія  — невідомо ) — українська радянська діячка, голова колгоспу імені Калініна Староушицького району, голова Староушицького райвиконкому Кам'янець-Подільської області. Депутат Верховної Ради УРСР 1-го скликання (1938–1947).

## Біографія
Народилася 1900 року в родині селянина-бідняка в селі Руда, тепер Кам'янець-Подільський район, Хмельницька область, Україна. З дитячих років наймитувала.
У 1919 році одружилася і переїхала до чоловіка у село Малинівці Кам'янець-Подільського району, де працювала у власному сільському господарстві. З 1924 року — жіночий організатор (жінорг) у селі Малинівці.
Член ВКП(б) з 1926 року.
З 1927 по 1928 рік — голова Комітету незаможних селян (КНС) села Малинівці. У 1928–1930 роках — голова Малинівської сільської ради Кам'янець-Подільського району.
З 1930 по 1931 рік — голова колгоспу села Малинівці Кам'янець-Подільського району. У 1931 році закінчила міжрайонні курси сільського партійного активу. З 1931 по 1932 рік працювала секретарем партійного осередку.
З 1932 по 1934 рік навчалася у Вінницькій вищій комуністичній сільськогосподарській школі.
У 1934–1938 роках — голова колгоспу імені Калініна села Бакота Староушицького району Кам'янець-Подільської області.
26 червня 1938 року обрана депутатом Верховної Ради УРСР 1-го скликання по Старо-Ушицькій виборчій окрузі № 6 Кам'янець-Подільської області.
З вересня 1938 до 1941 року — голова виконавчого комітету Староушицької районної ради депутатів трудящих Кам'янець-Подільської області.
З 1944 року — колгоспниця колгоспу імені Шевченка села Гнідин Бориспільського району Київської області, санітарка госпіталю міста Кам'янця-Подільського.

## Нагороди
- орден «Знак Пошани» (7.02.1939)